# Argus Media
Argus Media Ltd. ist ein Preis-Informationsdienst für den Handel mit Erdöl, petrochemischen Produkten, Erdgas, Wasserstoff, Strom und Bioenergie, Kohle, Emissionsrechten, Düngemitteln sowie Metallen. Das Unternehmen hat seinen Hauptsitz in London und befindet sich in Privatbesitz.

## Unternehmensgeschichte
Der britische Journalist Jan Nasmyth (1918–2008) begann 1970 mit der Publikation des Marktberichtes Europ-Oil Prices, der wöchentlich erschien und mittels Mimeograph vervielfältigt wurde. 1976 verwendete er darin erstmals den Namen Argus. Der Durchbruch kam 1979, als er während des Umbruchs des Ölmarktes durch die Revolution im Iran auf tägliches Erscheinen umstellte. Nasmyth beschäftigte zu dem Zeitpunkt zwei Angestellte, sein Büro war der Keller seines Hauses in Hampstead. 1985 verkaufte Nasmyth die Mehrheit seiner Firma an Adrian Binks, der auch das Management übernahm. Die Nachfahren von Nasmyth (darunter der Biologe Kim Nasmyth) waren 2011 in Summe noch mit etwas über 49 % an Argus Media beteiligt, Binks hielt 30,9 %. Der Rest der Anteile befand sich in der Hand des Managements.
Der Umsatz betrug im Geschäftsjahr 2010/11 55,7 Mio. GBP, als Gewinn vor Steuern wurden 19,1 Mio. GBP erzielt, eine Vorsteuer-Marge von 34 %. 2011 wurden laut geprüftem Jahresabschluss 351 Mitarbeiter beschäftigt. Diese Zahl stieg nach Unternehmensangaben bis 2022 auf 1200 Mitarbeiter, die weltweit in 27 Büros arbeiten.